# East Langton
 (octobre 2023).
East Langton est une paroisse civile et un village du Leicestershire, en Angleterre.